# فیل ژوانو
فیل ژوانو در کالیفرنیا متولد شد. وی بیشتر به دلیل همکاری با گروه راک U2 شناخته شده‌است. برخی از موزیک ویدئوهایی که وی برای این گروه کارگردانی کرده‌است عبارتند از: «بد»، «یک نفر»، «چه کسی می‌تواند بر اسب‌های وحشی تو سوار شود» و «گاهی خودتان نمی‌توانید آن را بسازید».
در سال ۱۹۸۷، او اولین فیلم سینمایی خود با نام سه درجه عالی را کارگردانی کرد. از دیگر فیلم‌های سینمایی بلند وی می‌توان به ایالت گریس (۱۹۹۰)، تحلیل نهایی (۱۹۹۲)، زندانیان بهشت (۱۹۹۶) و آنتروپی (۱۹۹۹) اشاره کرد که مورد آخر فیلم زندگی‌نامه ای بود که براساس زندگی ژوانو ساخته شده‌است.

## فیلم‌شناسی
1. هیاهو و همهمه (۱۹۸۸)
2. ایالت گریس (۱۹۹۰)
3. تحلیل نهایی (۱۹۹۲)
4. زندانیان بهشت (۱۹۹۶)
5. بی‌نظمی (۱۹۹۹)
6. حجاب (۲۰۱۶)